# Gare d'Évreux-Ville
Ne doit pas être confondu avec Gare d'Évreux-Normandie.
La gare d'Évreux-Ville est une gare ferroviaire, fermée, de l'embranchement d'Évreux-Ville (antenne de la ligne d'Évreux-Embranchement à Acquigny), située sur le territoire de la commune d'Évreux, dans le département de l'Eure, en région Normandie.

## Situation ferroviaire
Établie à 72 mètres d'altitude, la gare d'Évreux-Ville était une gare en cul-de-sac, constituant le terminus de l'embranchement d'Évreux-Ville, antenne de la ligne d'Évreux-Embranchement à Acquigny.
Elle disposait de 5 voies.

## Histoire
La gare d'Évreux-Ville est mise en service le 10 mai 1872, avec l'ouverture de la ligne d'Évreux-Embranchement à Acquigny (déclarée d'intérêt public préalablement le 1er mai 1869), dont elle constitue le premier terminus. La ligne est prolongée le 1er juillet 1896 jusqu'à la ligne de Mantes-la-Jolie à Cherbourg, et la gare d'Évreux-Embranchement constitue son nouveau terminus, Évreux-Ville n'étant désormais reliée que par une bifurcation de la ligne d'Évreux à Acquigny. Le service voyageurs est donc supprimé pour être reporté à la gare d'Évreux-Embranchement. Le service marchandises continue cependant pour n'être supprimé que dans les années 1980. L'embranchement d'Évreux-Ville est déclassé le 25 mars 2014.
Le bâtiment voyageurs est démoli à la fin des années 1980 pour être remplacé par le parking d'un hypermarché Super U.